# Wilkins Micawber
Wilkins Micawber è un personaggio letterario creato da Charles Dickens nel romanzo David Copperfield.  La sua figura è ispirata al padre di Dickens, John Dickens, che come il personaggio finì in prigione per debiti (precisamente nella King's Bench Prison).

## Descrizione
Figura fortemente tragicomica disperatamente in cerca di mantenere intatta la propria dignità nonostante la condizione di forte povertà; nel libro Micawber svolge anche una funzione fondamentale nella trama, quando contribuisce a sventare il diabolico piano di Uriah Heep, affermando di essere testimone dei suoi inganni.
La sua sventurata consorte, Emma, rimane accanto a lui nella disgrazia e nella miseria, nonostante il padre di lei, prima di morire, avesse già dovuto tirar fuori dai guai parecchie volte il marito, e che lei stessa avesse dovuto dilapidare il patrimonio famigliare per pagare i debiti di lui. Le massime di vita della signora Micawber sono: «Non abbandonerò mai il signor Micawber!» e «L'Esperienza insegna!» (derivazione dal Latino experientia docet).
Micawber viene assunto da Uriah Heep come aiutante allo studio legale Wickfield, perché creduto disonesto quanto lui, dati i suoi problemi debitori. Al contrario, Micawber si dimostra onesto, e, dopo aver lavorato per un po' di tempo per Heep, smaschera il suo piano truffaldino. A causa di ciò, Heep è determinato a rovinarlo, e quindi per sfuggirgli e per iniziare una nuova vita, Micawber e la sua famiglia emigrano in Australia insieme a Daniel Peggotty e a Emily. In Australia riesce a far fortuna e diventa un magistrato nonché direttore della Port Middlebay Bank.

## Riferimenti nella cultura di massa
Celebre per far continuamente riferimento alla sua situazione finanziaria con la frase «Qualcosa dovrà pur andare per il verso giusto», il suo nome è diventato sinonimo per definire chi vive in attesa e nella vana speranza di qualcosa.
Il personaggio venne magistralmente interpretato da W.C. Fields nella versione cinematografica del romanzo datata 1935. Altro attore di rilievo ad aver interpretato il ruolo è stato Bob Hoskins, nella miniserie della BBC basata su David Copperfield del 1999.
Infine, il personaggio ha ispirato la serie TV Micawber, sceneggiato del 2001 scritto da John Sullivan e con David Jason nel ruolo del protagonista.

## Curiosità
- Keith Richards dei Rolling Stones ha chiamato una delle sue chitarre (una Fender Telecaster dei primi anni Cinquanta) "Micawber". Richards è notoriamente un grande fan di Dickens.[2] A proposito dell'insolito nome dato allo strumento Richards disse: «Non c'è nessuna ragione in particolare per la quale io abbia chiamato la chitarra Micawber, a parte il fatto che è un nome così brutto. Non c'è mai nessuno che si chiami Micawber nei paraggi, così quando strillo che voglio Micawber, tutti sanno di cosa sto parlando.»